# Cmentarz Łyczakowski we Lwowie

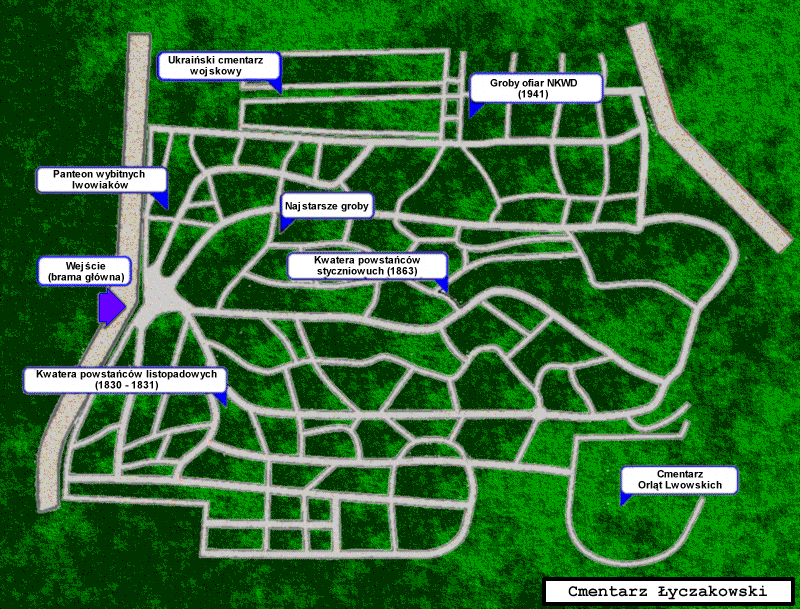
Plan Cmentarza Łyczakowskiego

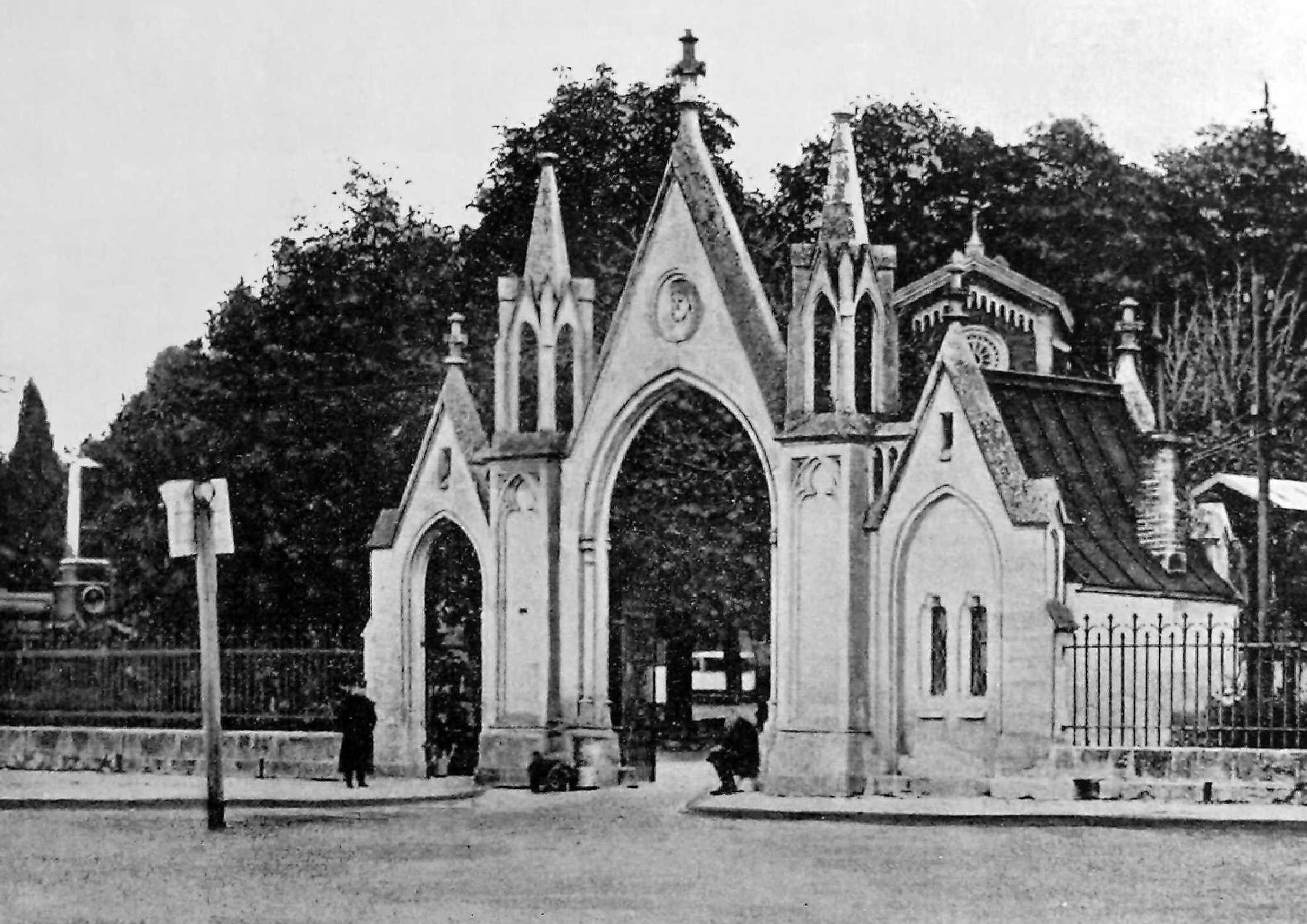
Cmentarz Łyczakowski – główna brama (około 1900)

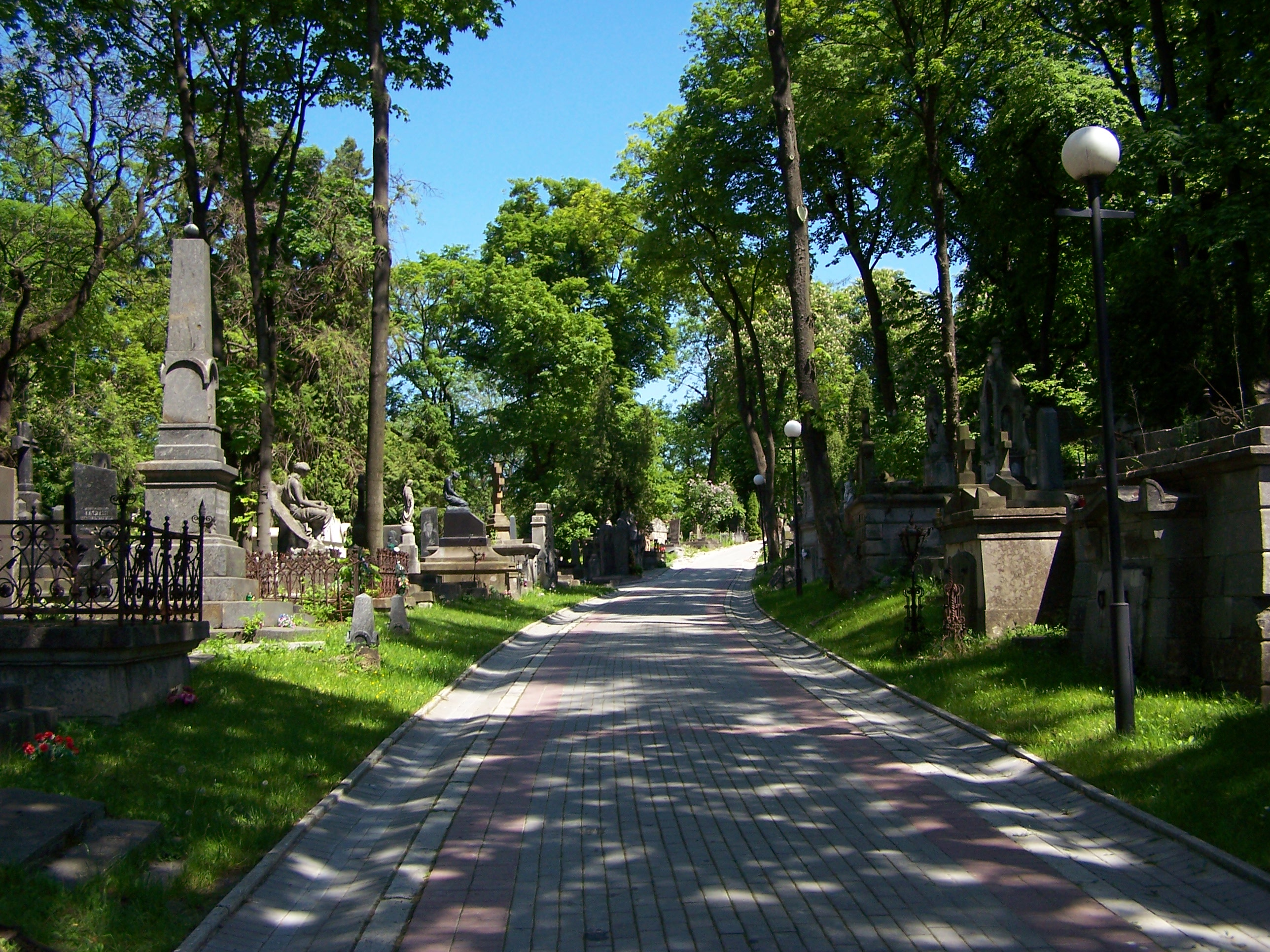
Cmentarz Łyczakowski (2007)

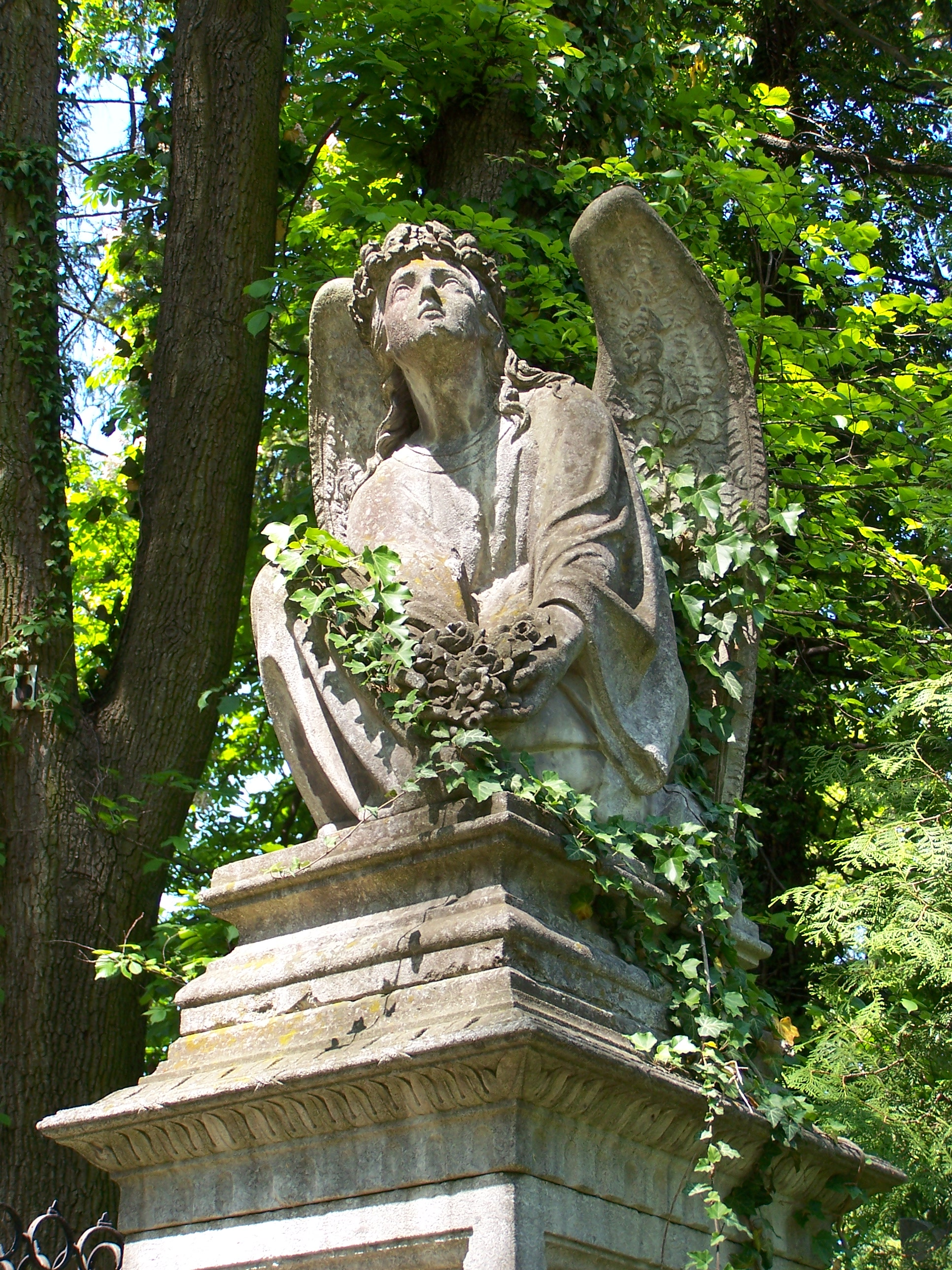
Cmentarz Łyczakowski (2007)

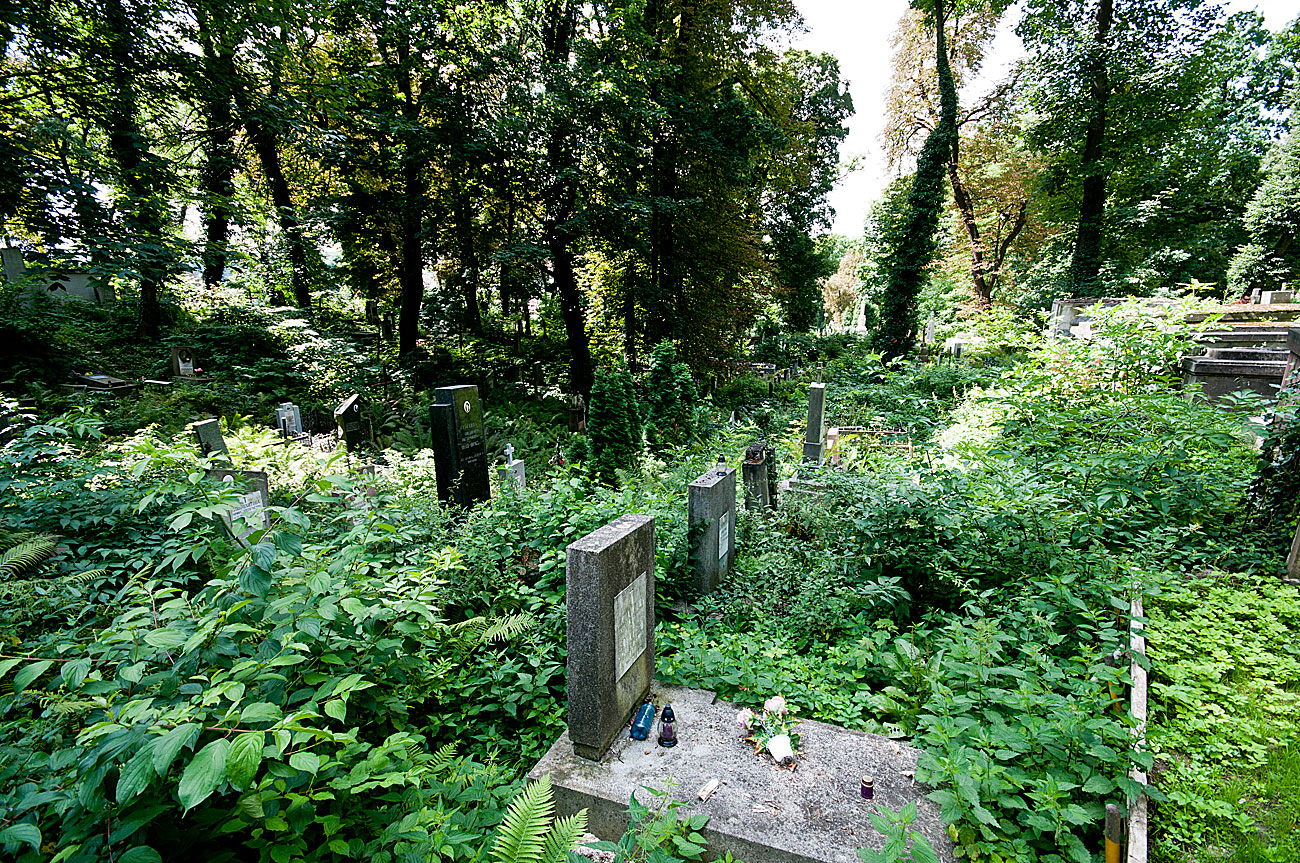
Cmentarz Łyczakowski (2011)

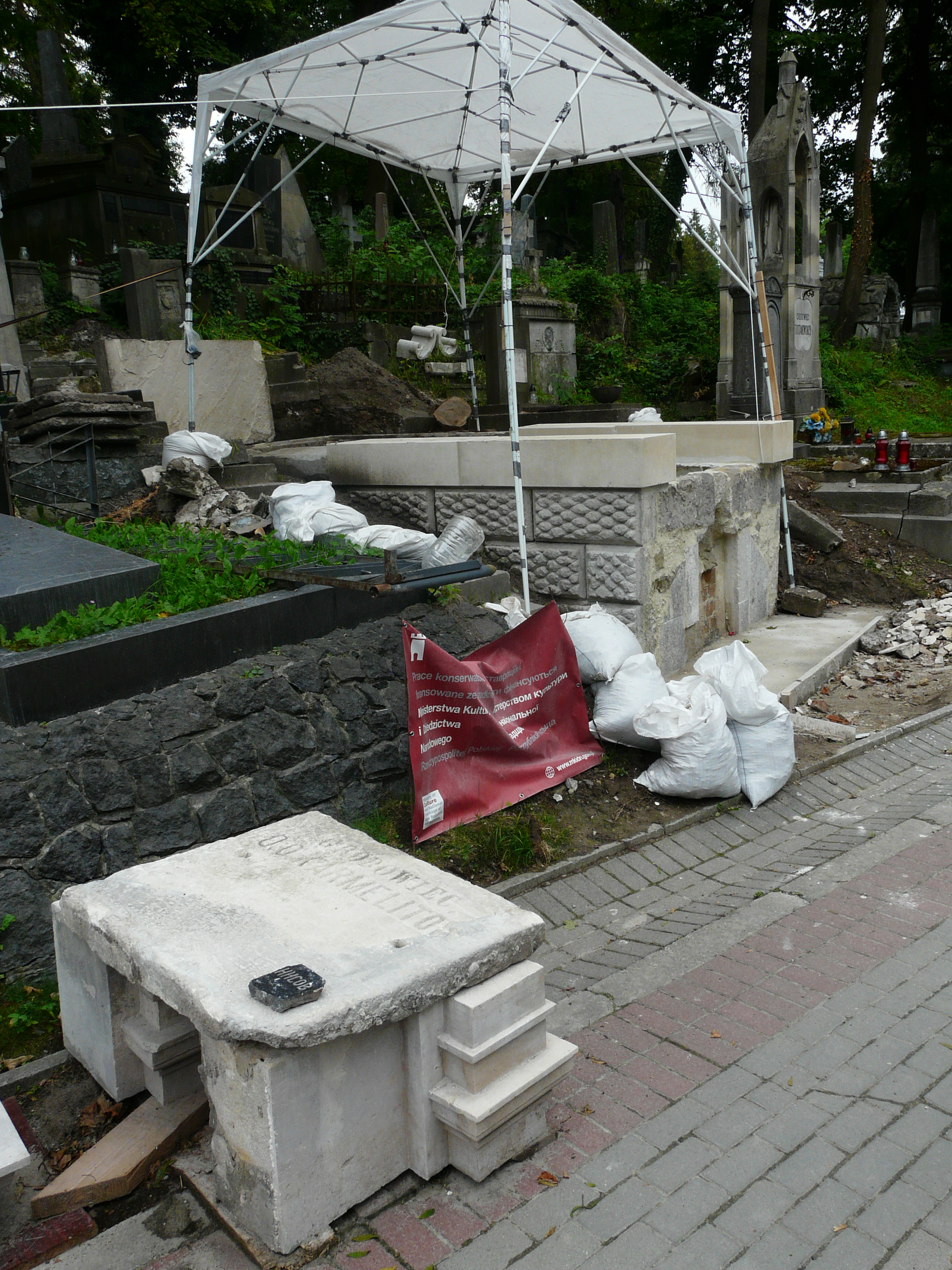
Polski rząd finansuje prace nad renowacją niektórych elementów cmentarza.

Cmentarz Łyczakowski (ukr. Личаківський цвинтар) – najstarsza zabytkowa nekropolia Lwowa, położona we wschodniej części miasta na malowniczych wzgórzach wśród specjalnie zaprojektowanego, starego drzewostanu tworzącego szereg alei. Jest miejscem pochówku wielu zasłużonych dla Polski i Ukrainy ludzi kultury, nauki i polityki. Na cmentarzu znajduje się wiele zabytkowych nagrobków o wysokiej wartości artystycznej, przedstawiających alegoryczne postacie i wizerunki zmarłych, a także liczne kaplice, edykuły, kolumny i obeliski, w różnych stylach.

## Historia
Cmentarz Łyczakowski został założony w 1786 roku, chociaż na szczycie wzgórza grzebano zmarłych około 1567 roku. Jest jedną z najstarszych nekropolii istniejących w Europie (dla porównania: Powązkowski w Warszawie został założony w 1790, Cmentarz na Rossie w Wilnie został oficjalnie otwarty 6 maja 1801 r., Rakowicki w Krakowie i Père-Lachaise w Paryżu w 1803).
W miejscu obecnego cmentarza istniał już w XVI wieku cmentarz dla zmarłych na dżumę, podczas gdy innych zmarłych, aż do czasów cesarza Józefa II, grzebano na cmentarzach przykościelnych. Po I rozbiorze Polski Lwów znalazł się w zaborze austriackim. W 1783 wydano dekret cesarski nakazujący likwidację dotychczasowych cmentarzy i wytyczenie nowych, poza obrębem miast. Każda z dzielnic Lwowa miała swój cmentarz – w ten sposób powstały cmentarze: Łyczakowski, Gródecki, Stryjski i Żółkiewski (po 100 latach trzy ostatnie zlikwidowano, otwierając w ich miejsce największy terytorialnie lwowski Cmentarz Janowski, zajmujący 45 ha). Powiększany wielokrotnie zajmuje ponad 40 ha i podzielony jest na 86 pól grobowych poprzecinanych siecią alejek. Obecny wygląd cmentarz otrzymał w 1855 (proj. Karol Bauer i Tytus Tchórzewski), a od 1885 zaczęto prowadzić dokładne księgi cmentarne, pozwalające ustalić miejsce pochówku. Znajduje się tu ok. 300 tys. mogił, w tym ok. 2 tys. ma formę kamiennych grobowców, natomiast 23 to kaplice grobowe. Na grobach wzniesiono ok. 500 posągów i płaskorzeźb.

## Rzeźbiarze
Groby wybitnych osób znajdują się przy alei głównej, obiegającej eliptycznie cały cmentarz. Najstarsze nagrobki pochodzą z XVIII wieku. Na niektórych zachowały się empirowe i klasycystyczne rzeźby Antona, Jana i Leopolda Schimserów oraz Hartmana Witwera. Nowsze nagrobki są autorstwa Tomasza Dykasa, Abla Marie Periera, Leonarda Marconiego, Juliana Zachariewicza, Parysa Filippiego, Cypriana Godebskiego, Tadeusza Barącza, B. Wiktora, St.R. Lewandowskiego, St.K. Ostrowskiego, Juliana Markowskiego i innych.

## Pochowani na cmentarzu

### Groby Polaków i Ukraińców
Naprzeciw głównego wejścia stoi kilka okazałych grobowców znanych lwowskich rodzin, wśród nich neoromantyczna kaplica przemysłowców Barczewskich i Morawskich.
Na lewo od głównego wejścia stoi pomnik poety Seweryna Goszczyńskiego z wyrzeźbioną siedzącą postacią wieszcza, dalej grupa pomników zasłużonych obywateli, wśród nich pomnik prof. Piotra Chmielowskiego dłuta Stanisława Ostrowskiego, obelisk z lwem (dłuta Juliana Markowskiego i Tadeusza Barącza) poświęcony pułkownikowi Julianowi Konstantemu Ordonowi, prezydenta miasta Michała Michalskiego, działacza narodowego Stanisława Szczepanowskiego, jednego z twórców „Sokoła” Antoniego Durskiego, autora „Katechizmu Polskiego Dziecka”, wieloletniego zasłużonego pracownika Ossolineum – Władysława Bełzy, artystki dramatycznej Anny Gostyńskiej.
Na prawo od głównego wejścia pozostawiono miejsce dla grobów uczonych, literatów i działaczy ruskich. Znajduje się tu grobowiec jednego z pierwszych poetów ukraińskich Markiana Szaszkiewicza (1811−1843), pisarza Włodzimierza Barwińskiego (1850–1883), uczonych: Izydora Szaraniewicza, Iwana Lewińskiego, Edgarda Ogonowskiego, Jewhena Petruszewycza (prezydenta ZURL), studenta Adama Kocki – ofiary walk na Uniwersytecie Lwowskim w 1910. Na Cmentarzu Łyczakowskim spoczęli też w specjalnym grobowcu metropolici greckokatoliccy.
Za grobami działaczy ruskich znajduje się duży grobowiec (autorstwa Parysa Filippiego i Abla Marie Periera) pisarza i historyka Karola Szajnochy, a po przeciwnej stronie ukraińskiego poety Iwana Franki, zaś nieco dalej dwa groby arcybiskupów ormiańskich: Izaaka Isakowicza i Samuela Cyryla Stefanowicza.
W polu 14 jest zlokalizowany grób Wincentego Leona Szeptyckiego, generała z roku 1831 i oficera wojsk napoleońskich, gen. Benedykta Kołyszki (zm. 1834), w polu 4 zaś groby dwóch weteranów, którzy żyli powyżej 100 lat – Franciszka Zaremby (zm. 1863) i Antoniego Pióreckiego (zm. 1870).
Wiele wartościowych pomników znajduje się w południowo-zachodniej części cmentarza, między główną aleją a ulicą św. Piotra. W polu 69 zwraca uwagę rzeźba młodej kobiety na łożu śmierci dłuta Juliana Markowskiego.
W polu 70 znajduje się pomnik z oryginalnym krzyżem kamiennym na miejscu śmierci 14-letniego Jurka Bitschana, jednego z Orląt Lwowskich, poległego 21 listopada 1918 w obronie Lwowa. Nieco dalej znajdziemy okazałe, pseudoromańskie mauzoleum rodziny Baczewskich, projektowane przez Władysława Halickiego.
W kwaterze 71 znajdują się groby powstańców z 1831 ze skromnymi żelaznymi krzyżami oraz zbiorowym sarkofagiem z napisem „Weteranom wojska polskiego 1830–1831”.
W tylnej części cmentarza aleja główna okrąża „Górkę” powstańców 1863, gdzie w oddzielnej kwaterze, znaczonej oryginalnymi stalowymi krzyżami, pochowani są uczestnicy powstania styczniowego, między innymi Bronisław Szwarce, członek Rządu Narodowego, chorąży Szymon Wizunas Szydłowski, zoolog Benedykt Dybowski.
Na cmentarzu znajduje się także kilka grobów weteranów insurekcji kościuszkowskiej. Chodzi w szczególności o grób Wincentego Szeptyckiego – generała z 1831 roku i oficera wojsk napoleońskich, oznaczonego żelaznym sarkofagiem empirowym. Za nim znajduje się krzyż kamienny wskazujący grobowiec gen. Benedykta Kołyszki (zm. 1834). Niedaleko znajdują się także groby dwóch weteranów insurekcji kościuszkowskiej: Franciszka Zaręby (zm. 1863) i Antoniego Pióreckiego (zm. 1870), którego pogrzeb stał się ogromną manifestacją patriotyczną. Groby te były otoczone szczególną czcią w okresie międzywojennym.
Od wiosny 1919 w części cmentarza od strony Pohulanki utworzono Cmentarz Obrońców Lwowa (potocznie zwany „Cmentarzem Orląt Lwowskich”) dla poległych w wojnach z Ukraińcami i bolszewikami w latach 1918–1920.

### Zasłużeni Polacy
- Władysław Abraham – prawnik
- Ernest Adam – polityk i finansista
- Karol Baliński – literat
- Oswald Balzer – prawnik
- Stefan Banach – matematyk
- Tadeusz Barącz – rzeźbiarz
- Maria Bartusówna – poetka
- Władysław Bełza – poeta
- Bruno Bielawski – poeta, pisarz, dziennikarz
- August Bielowski – literat
- Piotr Chmielowski – historyk literatury
- Teofil Ciesielski – botanik, pszczelarz, wydawca i redaktor „Bartnika Postępowego”[5]
- Bronisław Czerwiński – muzyk
- Jan Dobrzański – literat
- Luna Drexlerówna – rzeźbiarka
- Maria Dulębianka – malarka i pisarka
- Tomasz Dykas – rzeźbiarz
- Maurycy Dzieduszycki – poseł na Sejm Krajowy Galicji
- Marcin Ernst – astronom
- Jan Gall – kompozytor i dyrygent
- Mieczysław Gębarowicz – historyk sztuki
- Włodzimierz Gniewosz – polityk galicyjski
- Franciszek Ksawery Godebski – kustosz Zakładu Narodowego im. Ossolińskich
- Zygmunt Gorgolewski – architekt, twórca Teatru Wielkiego we Lwowie
- Seweryn Goszczyński – literat
- Artur Grottger – malarz
- Marian Herbert – generał brygady Wojska Polskiego
- Zygmunt Janiszewski – matematyk
- Józef Kajetan Janowski – architekt, sekretarz stanu Rządu Narodowego w powstaniu styczniowym
- Franciszek Jaworski – historyk Lwowa
- Antoni Kalina – slawista, profesor Uniwersytetu Lwowskiego, radny Lwowa
- Jan Nepomucen Kamiński – twórca polskiego teatru we Lwowie
- Wojciech Kętrzyński – kustosz Ossolineum
- Maria Konopnicka – poetka
- Ludwik Kubala – historyk
- Jan Lam – pisarz
- Ksawery Liske – historyk
- Walery Łoziński – literat
- Władysław Łoziński – historyk sztuki
- Juliusz Makarewicz – prawnik
- Julian Markowski – rzeźbiarz
- Piotr Mikolasch – właściciel apteki, w której Ignacy Łukasiewicz przeprowadził pierwszą w świecie rafinację ropy naftowej
- Domicjan Mieczkowski – pisarz historyczno-religijny
- Henryk Mosing – lekarz, bakteriolog i kapłan
- Stanisław Niewiadomski – muzyk
- Andrzej Nosowicz – minister kolei żelaznych (1923)
- Józef Oxiński – major wojsk polskich w powstaniu styczniowym
- Leon Jan Piniński – profesor prawa rzymskiego, rektor Uniwersytetu Jana Kazimierza w roku akademickim 1928/1929, historyk sztuki, dyplomata
- Wincenty Rawski (starszy) – budowniczy i architekt
- Wincenty Rawski (młodszy) – architekt i działacz Polskiego Towarzystwa Politechnicznego
- Henryk Rewakowicz – galicyjski działacz ludowy, polityk, dziennikarz, uczestnik powstania styczniowego.
- Michał Rolle – polski dziennikarz, historyk i pisarz
- Grzegorz Józef Romaszkan – polski duchowny katolicki, arcybiskup lwowski obrządku ormiańskiego
- Jan Ruckgaber – muzyk
- Tadeusz Rutowski – wiceprezydent Lwowa, zasłużony dla obrony miasta w czasie inwazji rosyjskiej 1914–1915
- Władysław Sadłowski – architekt, twórca Dworca Głównego we Lwowie, profesor Politechniki Lwowskiej
- Kazimierz Sichulski – malarz, rysownik i grafik
- Franciszek Smolka – prezydent parlamentu, inicjator usypania Kopca Unii Lubelskiej
- Franciszek Stefczyk – twórca spółdzielczych kas oszczędnościowych
- Karol Szajnocha – literat
- Władysław Szajnocha – geolog, paleontolog
- Józef Teodorowicz – arcybiskup lwowski obrządku ormiańskiego, senator II RP
- Ludwik Włościborski – przemysłowiec wielkopolski, uczestnik powstania listopadowego, Wiosny Ludów i powstania styczniowego
- Stefan Wiktor – inżynier, prezes dyrekcji kolei w Stanisławowie i we Lwowie
- Julian Zachariewicz – architekt, profesor i rektor Politechniki Lwowskiej
- Jan Zahradnik – poeta, obrońca Lwowa
- Filip Zaleski – Namiestnik Królestwa Galicji i Lodomerii, c.k. minister
- Wacław Zaleski – Gubernator Galicji, pisarz, krytyk literacki, badacz folkloru
- Gabriela Zapolska – pisarka
- Kazimierz Zienkiewicz (powstaniec styczniowy)
- Tadeusz Żuliński – pierwszy komendant Polskiej Organizacji Wojskowej (POW)
- Alfred Kamienobrodzki – budowniczy, architekt, malarz akwarelista. Brał udział w powstaniu styczniowym.

### Zasłużeni Ukraińcy
- Ołeksandr Barwinski – pedagog, historyk, działacz społeczny
- Wołodymyr Barwinski – historyk, socjolog, publicysta, pisarz krytyk literacki, eseista, tłumacz
- Ihor Biłozir – piosenkarz, kompozytor
- Mikołaj Czarnecki – greckokatolicki duchowny, błogosławiony Kościoła katolickiego, biskup tytularny Lebedus, redemptorysta, profesor filozofii i teologii dogmatycznej
- Mychajło Czerkawski – publicysta, pedagog, senator RP
- Hryhorij Czubaj – poeta, tłumacz
- Jarosław Daszkewycz – historyk
- Roman Daszkewycz – generał Armii URL, adwokat, polityk
- Roman Fedoriw – pisarz
- Iwan Franko – pisarz, poeta, naukowiec Uniwersytetu Lwowskiego
- Ołeksandr Hawryluk – pisarz, więziony przez polskie władze w obozie w Berezie Kartuskiej
- Wołodymyr Hnatiuk – etnograf, folklorysta, językoznawca, literaturoznawca, krytyk, tłumacz, działacz społeczny, członek korespondent Petersburskiej Akademii Nauk
- Sydir Hołubowycz – premier Zachodnioukraińskiej Republiki Ludowej
- Nazar Honczar – poeta, aktor, performer
- Jarosław Isajewycz – historyk
- Wołodymyr Iwasiuk – poeta, kompozytor i muzyk; twórca przeboju muzycznego pt. „Czerwona ruta”
- Grzegorz Jachimowicz – greckokatolicki biskup, działacz narodowy, inicjator powstania i przewodniczący Głównej Rady Ruskiej
- Mychajło Jackiw – pisarz, członek grupy Mołoda Muza
- Petro Karmanśkyj – poeta
- Mychajło Kobryn – działacz prawosławny, pedagog, pisarz i publicysta, więziony przez polskie władze w obozie w Berezie Kartuskiej
- Adam Kocko – działacz studencki, ofiara zamieszek na Uniwersytecie Lwowskim z 1910 r.
- Fiłaret Kołessa – etnograf, folklorysta, kompozytor, historyk muzyki i literatury
- Mykoła Kołessa – kompozytor, dyrygent, pedagog
- Myron Korduba – historyk
- Petro Kozłaniuk – pisarz, krytyk literacki
- Salomea Kruszelnicka – śpiewaczka operowa
- Iwan Krypjakewycz – historyk
- Ołena Kulczyćka – malarka, graficzka
- Julian Kuiłowski – uczestnik Wiosny Ludów, biskup greckokatolicki
- Osyp Kuryłas – malarz, grafik
- Mychajło Kuzemśkyj – duchowny greckokatolicki, działacz narodowy
- Leopold Lewicki – malarz, grafik, rzeźbiarz
- Jan Lewinski – uczony, architekt
- Spirydion Litwinowicz – greckokatolicki arcybiskup lwowski i metropolita halicki, działacz religijny, polityczny i społeczny
- Stanisław Ludkewycz – kompozytor, muzykoznawca, pedagog, badacz folkloru
- Mychajło Matczak – działacz społeczny, polityk, deputowany sejmu RP, publicysta i wydawca
- Ołeksa Nowakiwski – pedagog i malarz, przedstawicieli krakowskiego postimpresjonizmu
- Wasyl Paczowski – dramaturg
- Jewhen Petruszewycz – prezydent ZURL (1918–1919)
- Mychajło Rudnycki – poeta, literaturoznawca
- Wasyl Slipak – śpiewak operowy
- Teodozjusz Starak – filolog, tłumacz, dysydent, pierwszy reprezentant dyplomatyczny Ukrainy w Polsce (1991)
- Izydor Szaraniewicz – historyk (prof. Uniwersytetu Lwowskiego, uczony)
- Markijan Szaszkewycz – pisarz, poeta, duchowny greckokatolicki
- Roman Suszko – wojskowy i działacz polityczny, pułkownik Strzelców Siczowych, w 1939 dowódca Legionu Ukraińskiego
- Ołena Stepaniw – historyk, geograf, działacz społeczny, żołnierz Legionu Ukraińskich Strzelców Siczowych i Ukraińskiej Armii Halickiej, długoletnia więzień Gułagu
- Hryhorij Tiutiunnyk – pisarz
- Iwan Trusz – malarz
- Stepan Tudor – pisarz
- Sydir Twerdochlib – poeta
- Anatol Wachnianin – działacz społeczny i polityczny, poseł do Sejmu Krajowego Galicji i Reichsratu Przedlitawii
- Iwan Wahyłewycz – duchowny greckokatolicki, poeta-romantyk, działacz „Ruskiej Trójcy”, od 1851 kustosz biblioteki Ossolineum
- Iryna Wilde – pisarka
- Dmytro Witowski – oficer Ukraińskich Strzelców Siczowych, komisarz rządu Zachodnioukraińskiej Republiki Ludowej
- Mychajło Wozniak – historyk literatury, profesor Uniwersytetu Lwowskiego
- Borys Woznycki – historyk sztuki, dyrektor Lwowskiej Galerii Sztuki, doktor honoris causa m.in. Akademii Sztuk Pięknych w Krakowie
- Kateryna Zaryćka – działaczka narodowa, organizatorka i dowódca Ukraińskiego Czerwonego Krzyża, ofiara prześladowań komunistycznych

### Pozostali Zasłużeni
- Mohammed Sadyk Bej Agabekzadeh – pochodzący z Azerbejdżanu profesor orientalistyki Uniwersytetu Jana Kazimierza we Lwowie
- Anton Schimser – austriacki rzeźbiarz, założyciel rodu lwowskich kamieniarzy Schimserów
- Jan Schimser – austriacki rzeźbiarz

## Okres powojenny
W okresie powojennym, po ekspatriacji polskiej ludności Lwowa stanowiącej przed 1939 ok. 70% mieszkańców miasta, na Cmentarzu Łyczakowskim odbywały się nowe pochówki, często na miejscu poprzednich grobów lub też do istniejących starych grobowców.
Z tego okresu pochodzi szereg wartościowych nagrobków Ukraińców: śpiewaczki operowej Salomei Kruszelnickiej (ukr. Соломія Крушельницька, Sołomija Kruszelnycka), kompozytora Stanisława Ludkewycza, malarza Iwana Trusza, mistrza olimpijskiego – gimnastyka Wiktora Czukarina.
Groby pozbawione opieki rodzin były celowo dewastowane i stopniowo ulegały zniszczeniu. W ostatnich latach staraniem polskich władz i rodzin odnowiono wiele zniszczonych zabytkowych nagrobków.
Obecnie Cmentarz Łyczakowski ma status muzeum. Nowe pochówki mogą odbywać się tylko za specjalnym zezwoleniem dyrekcji cmentarza.

## Galeria

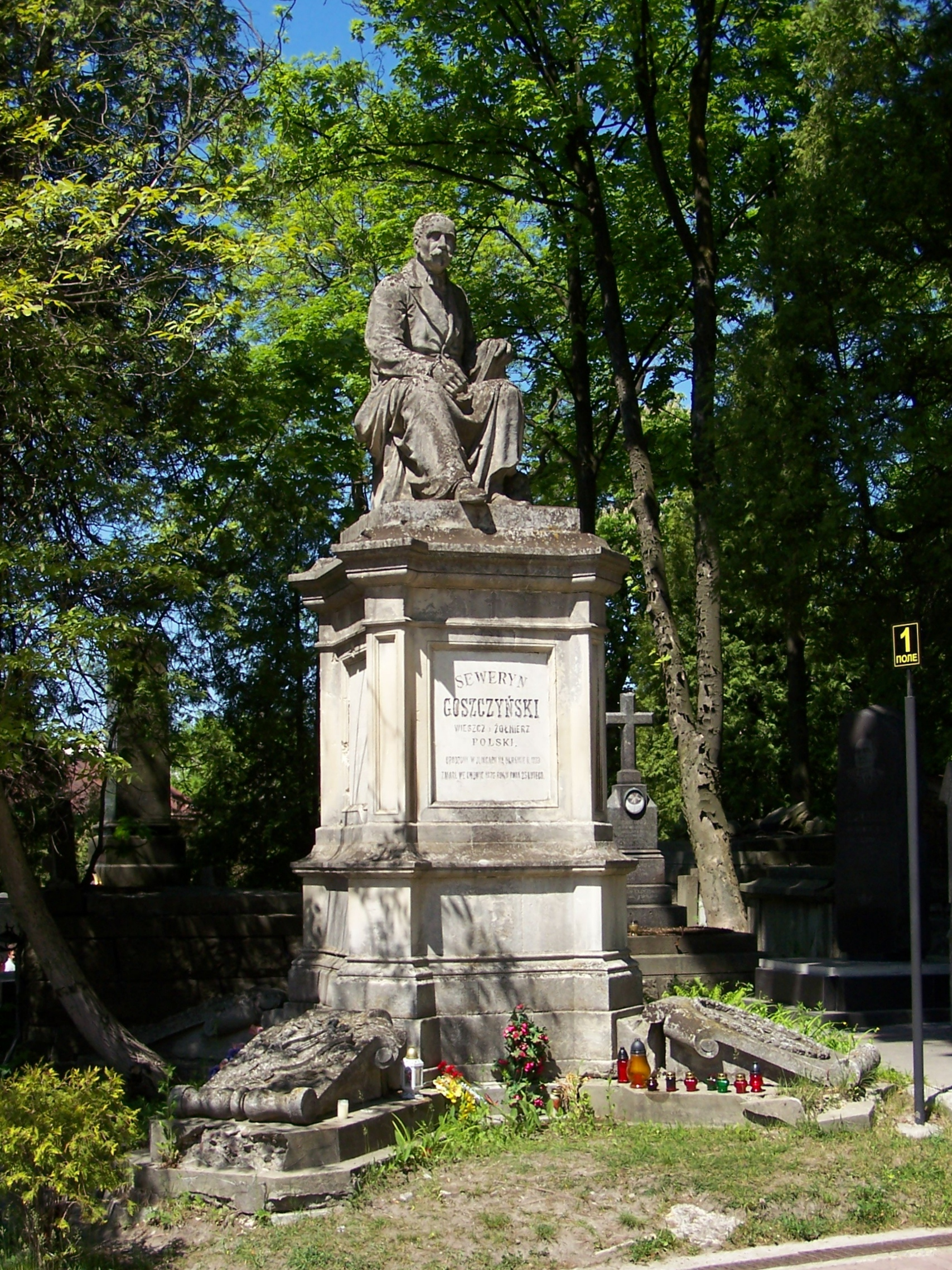
Grób Seweryna Goszczyńskiego
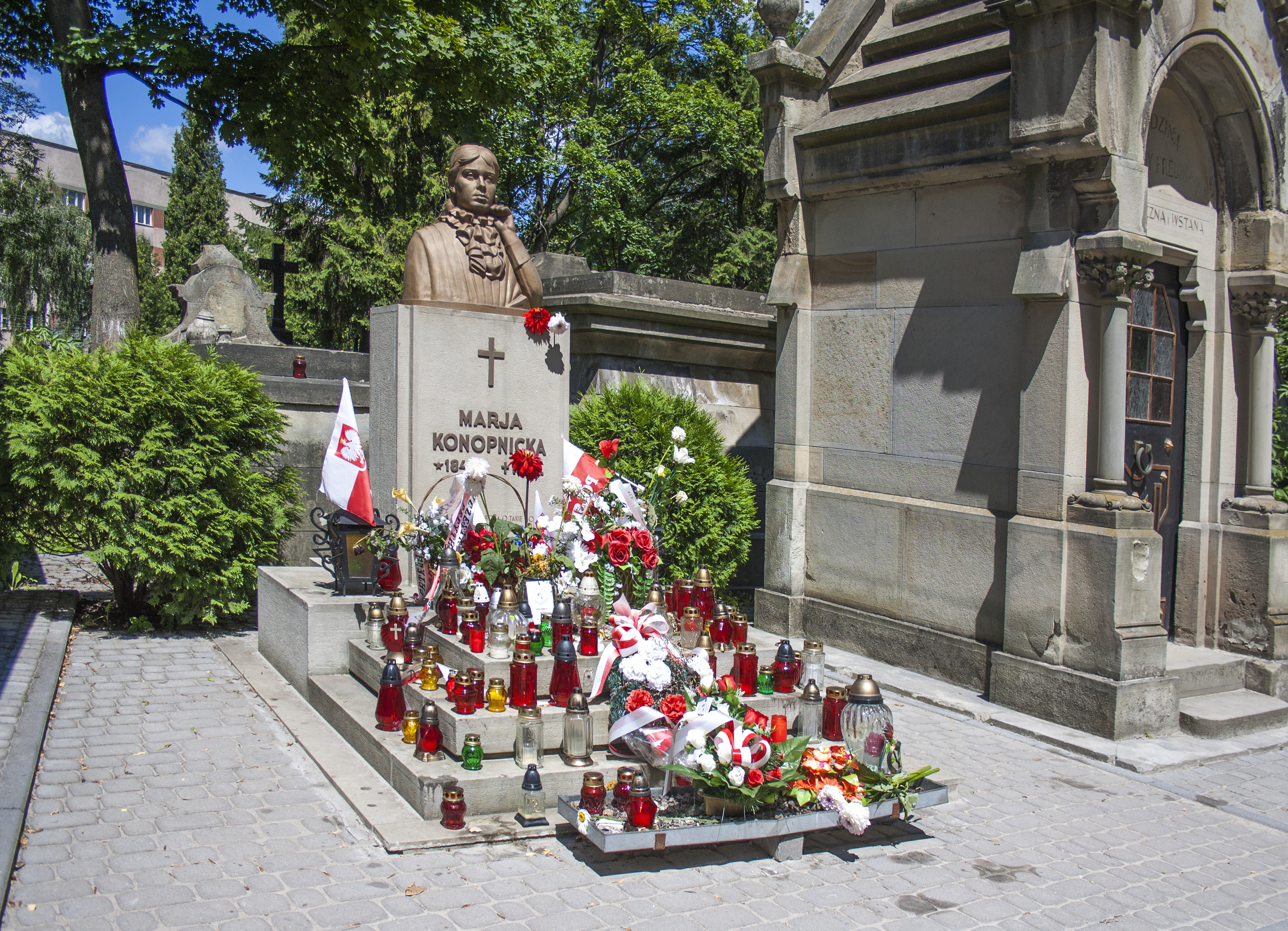
Grób Marii Konopnickiej (kopia zniszczonej podczas wojny rzeźby Luny Drexlerówny)
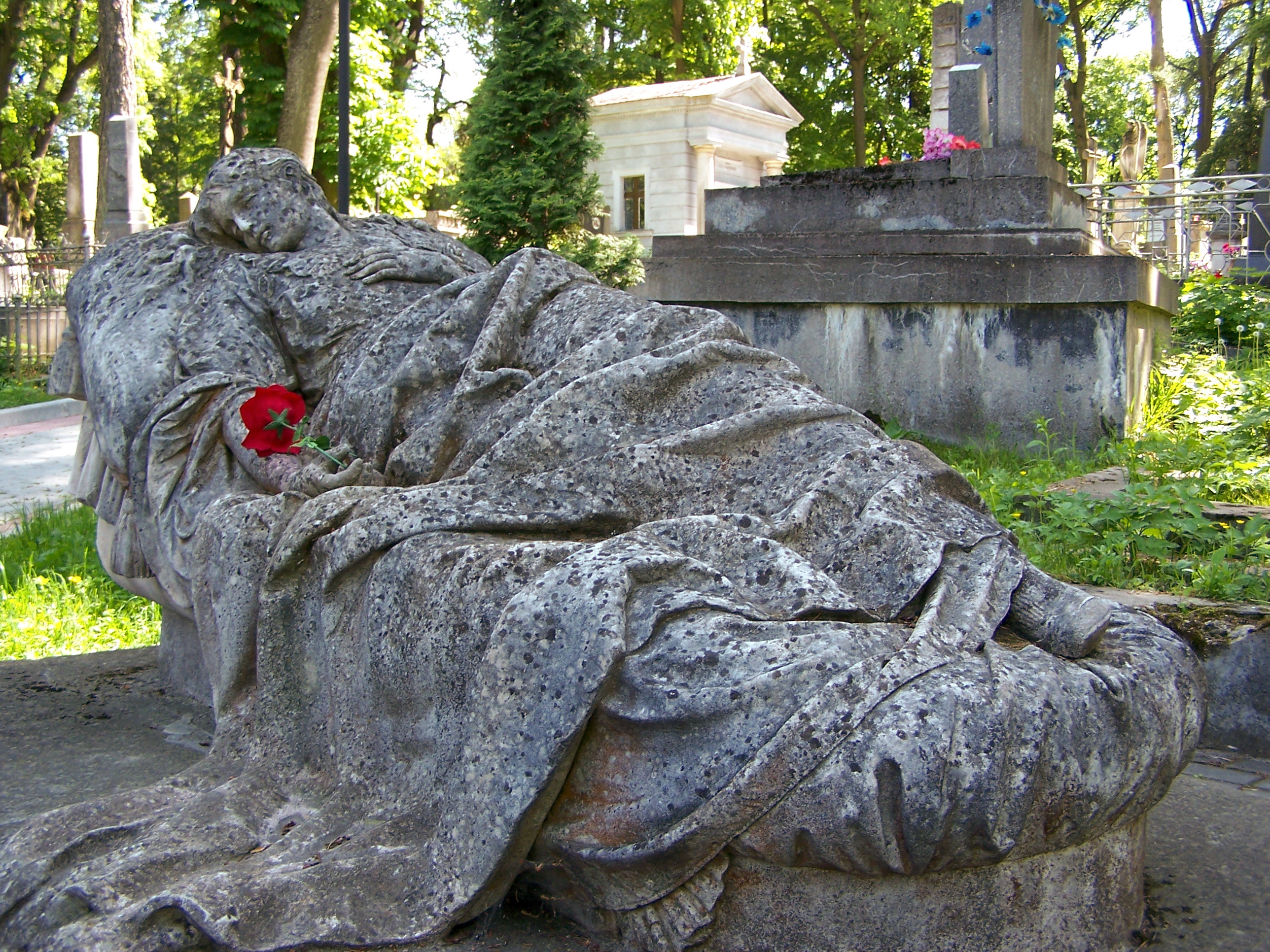
Grób Józefy Markowskiej
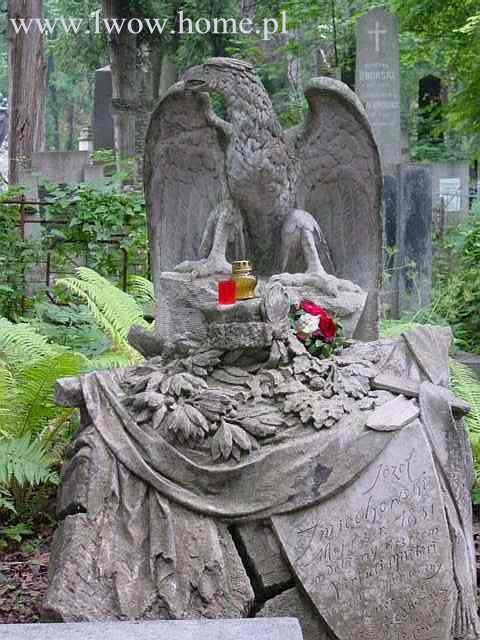
Grób Józefa Śmiechowskiego
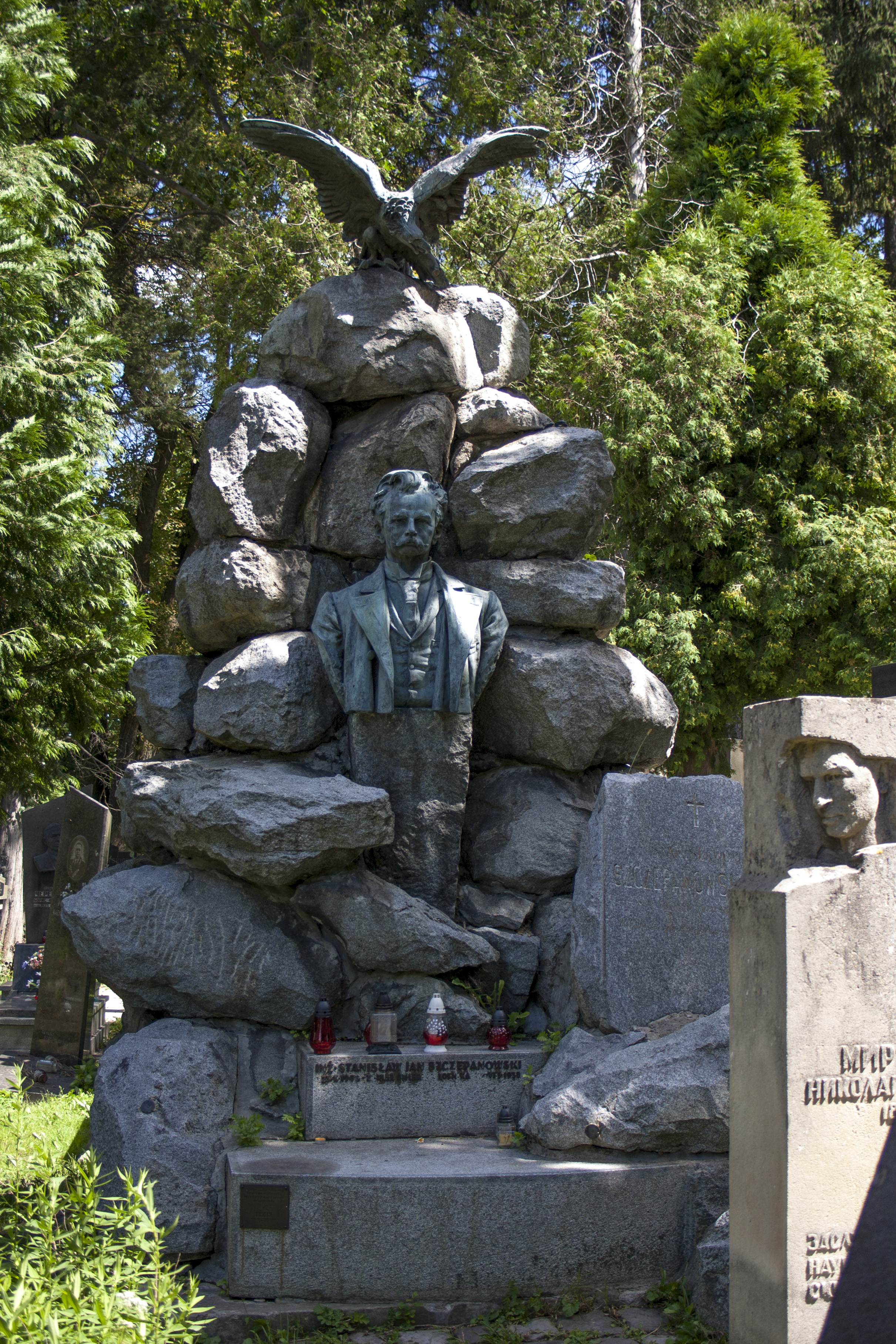
Grób Stanisława Szczepanowskiego
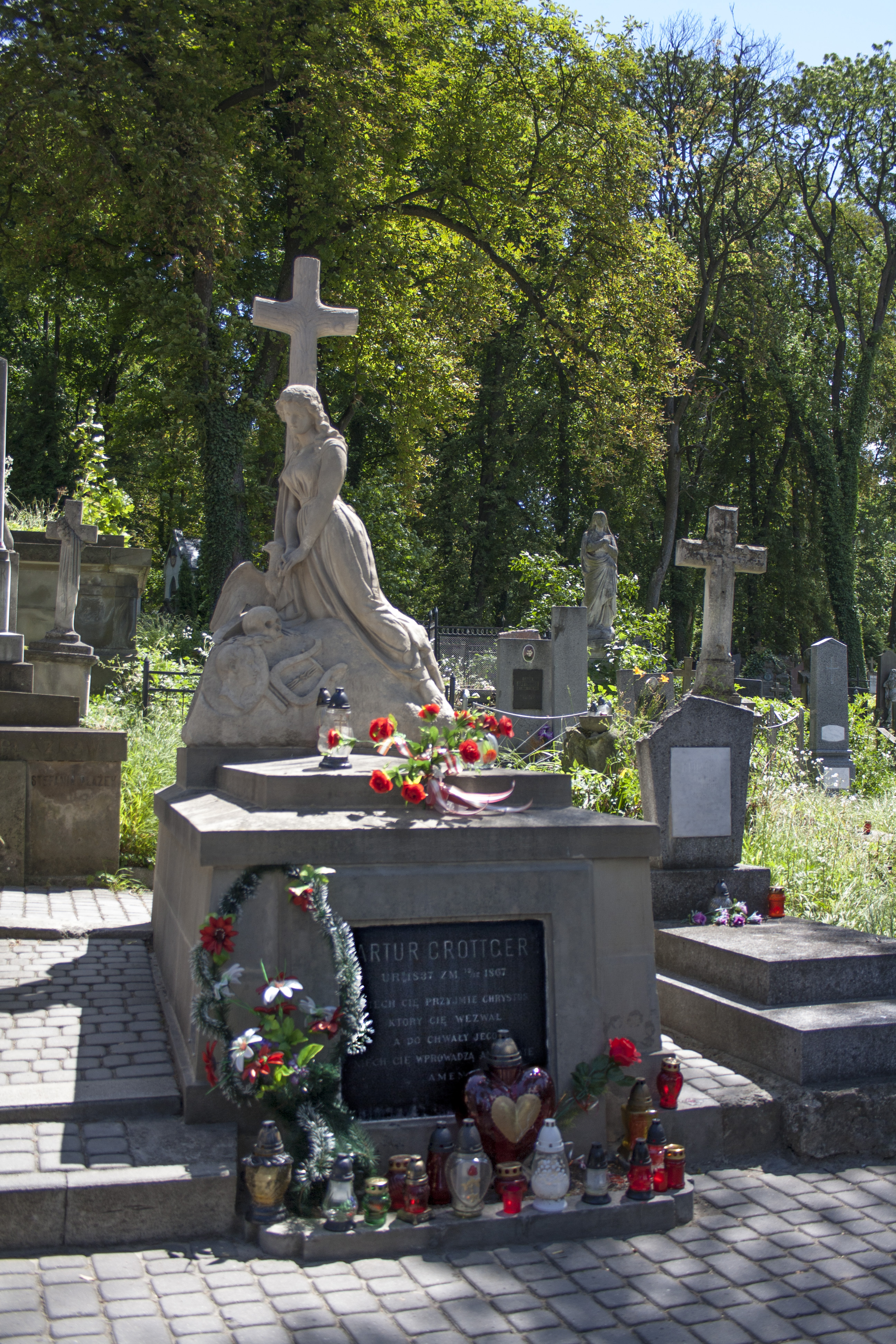
Grób Artura Grottgera
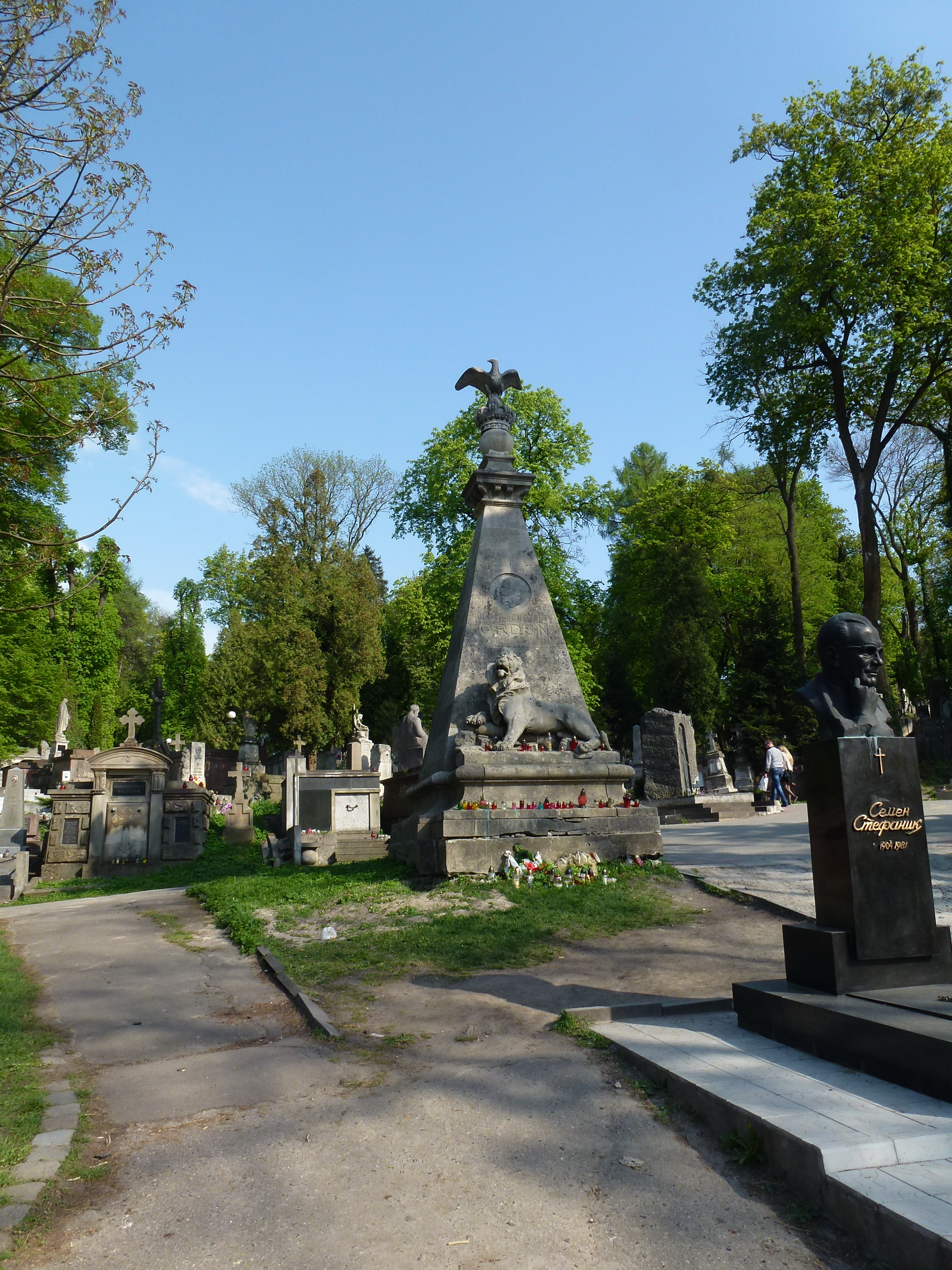
Grób Juliana Konstantego Ordona
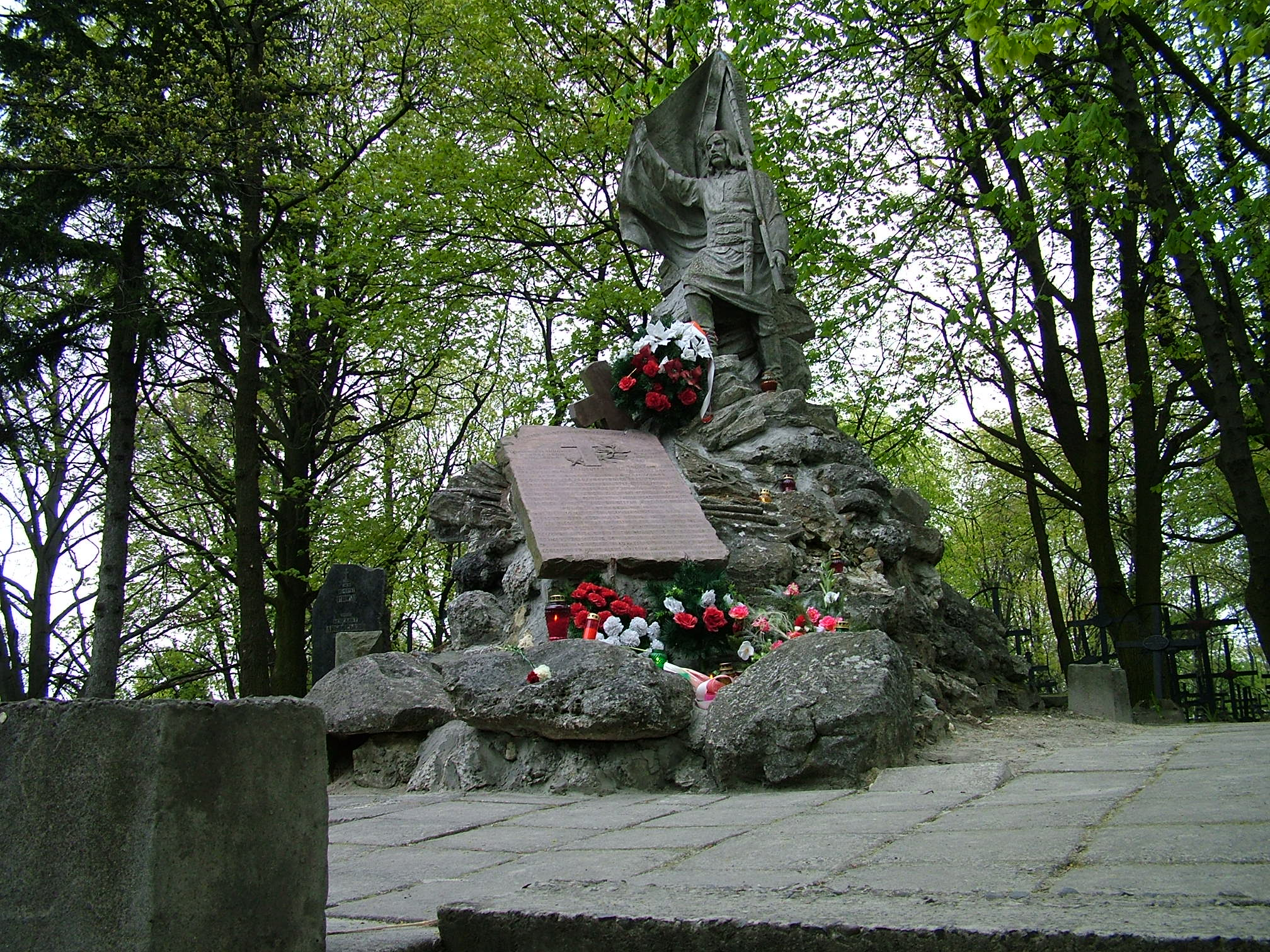
Górka powstańców styczniowych. Na pierwszym planie pomnik Wizunasa Szydłowskiego
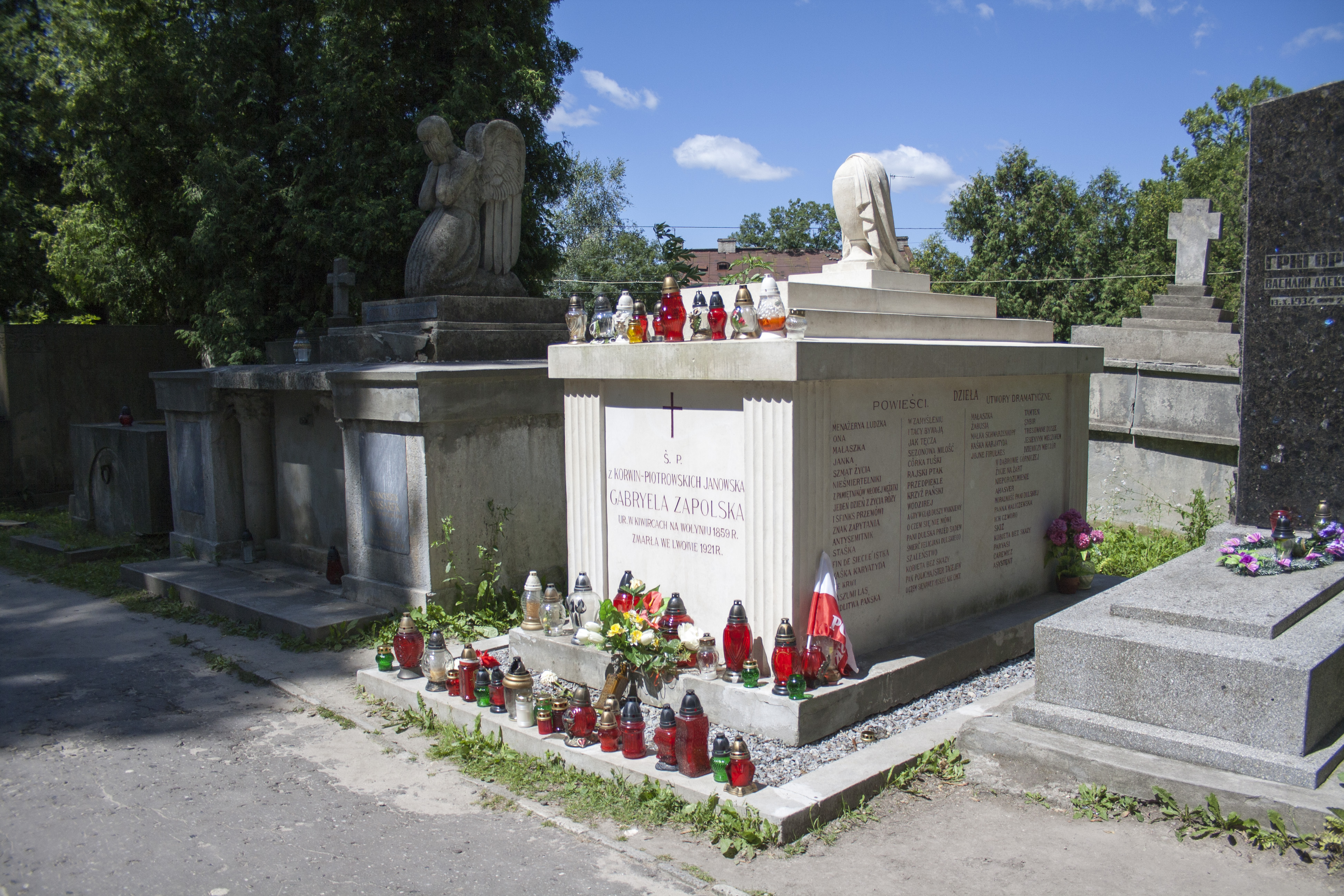
Grób Gabrieli Zapolskiej
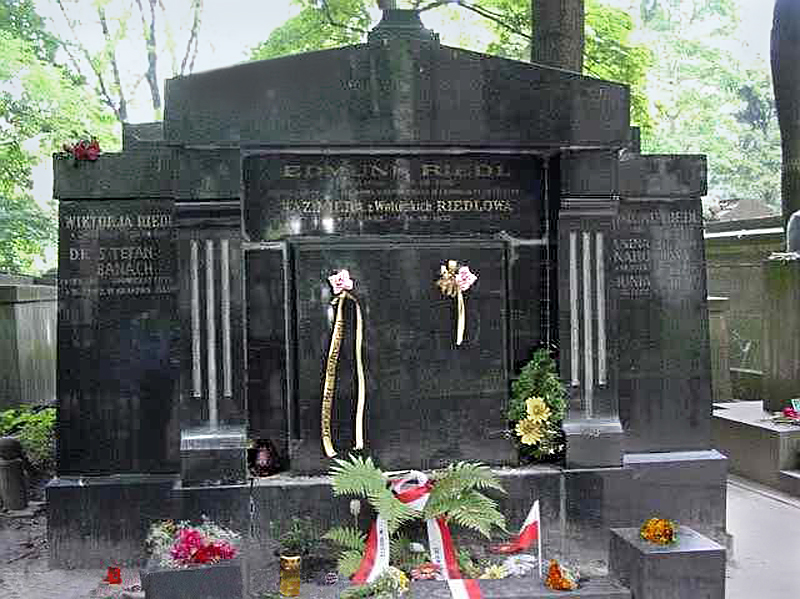
Grobowiec Riedlów (tu spoczywa Stefan Banach)
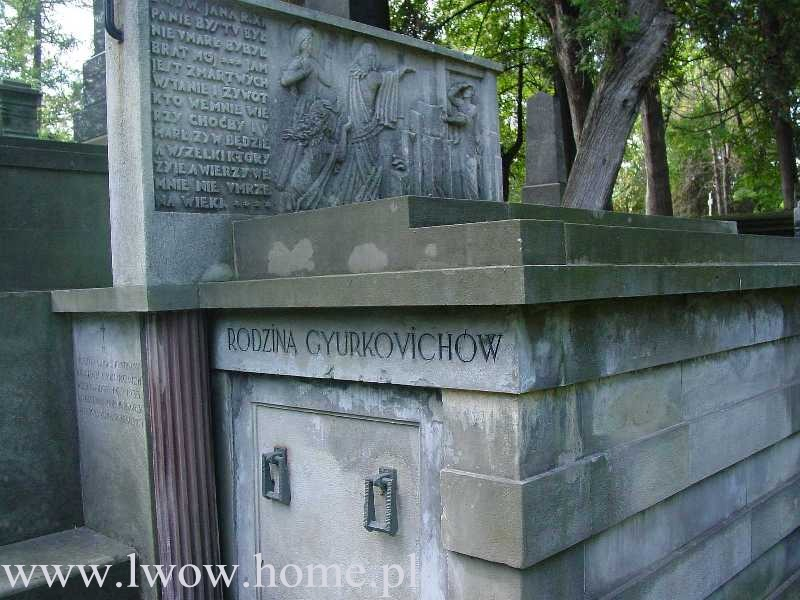
Grób Gyurkovichów
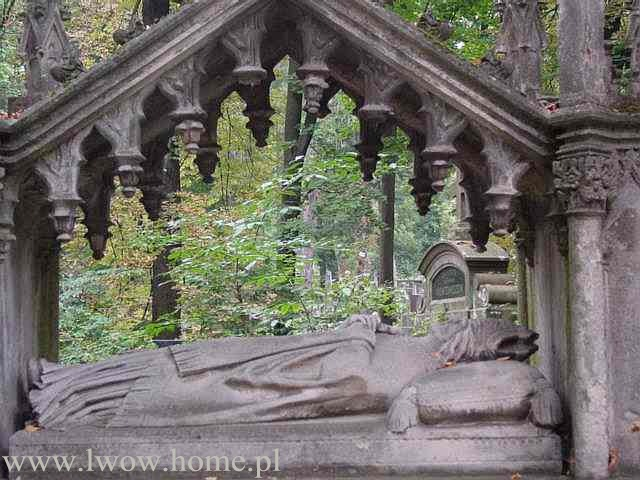
Nagrobek abpa ormiańskiego Cyryla Stefanowicza
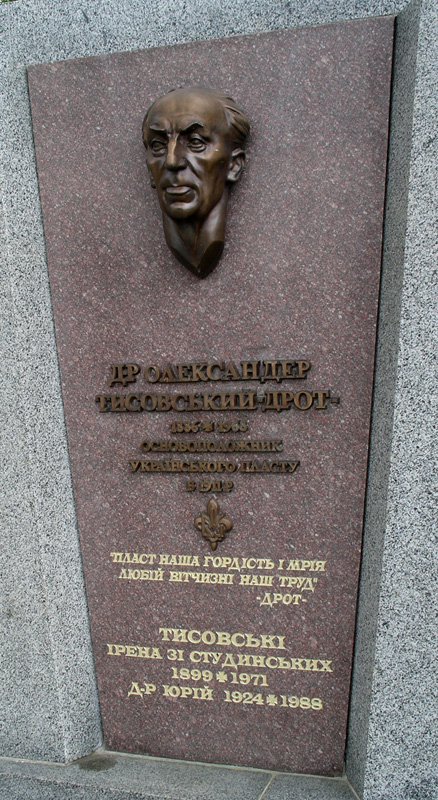
Grób Ołeksandra Tysowskiego
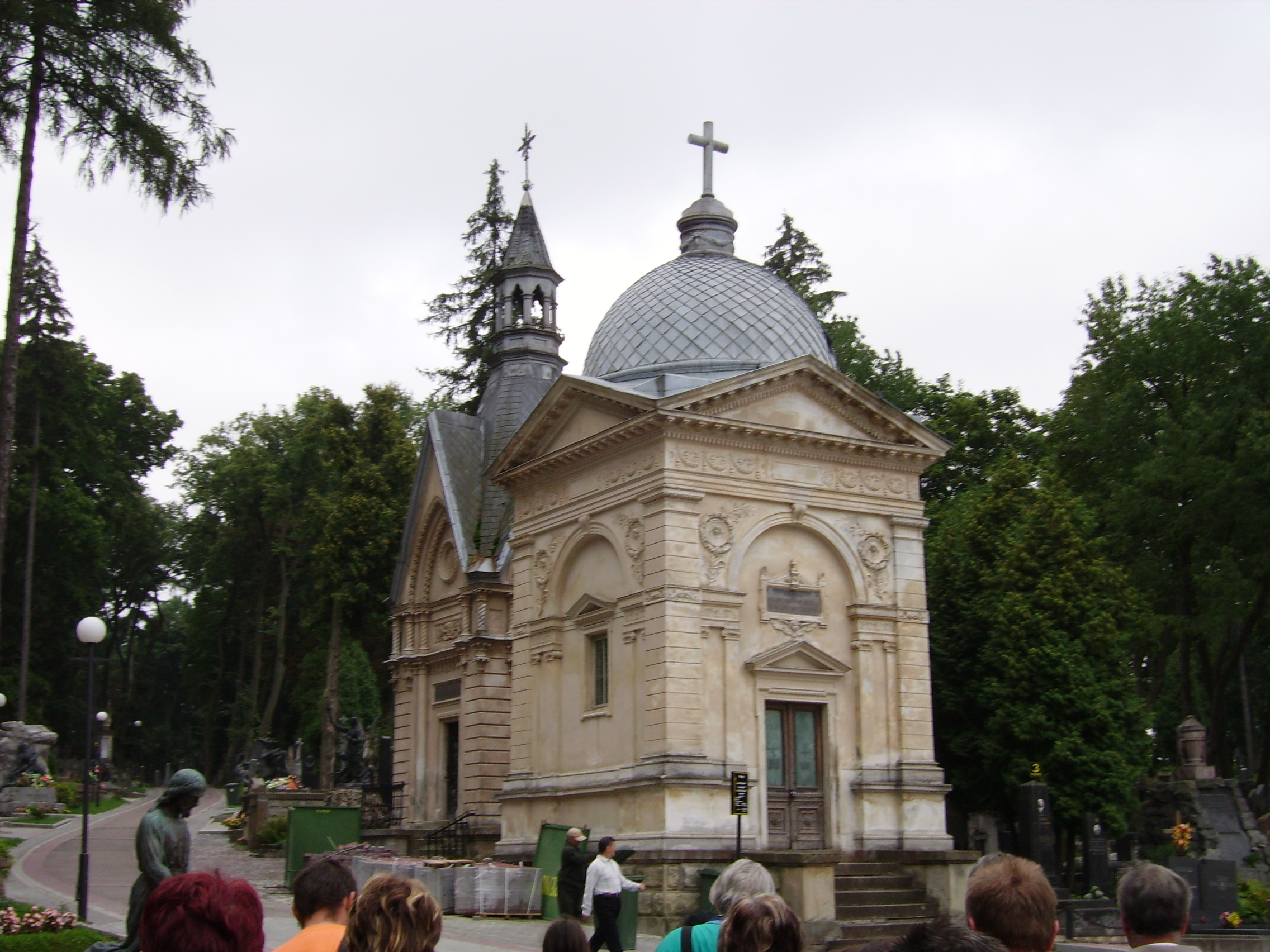
Kaplica-grobowiec Baczewskich
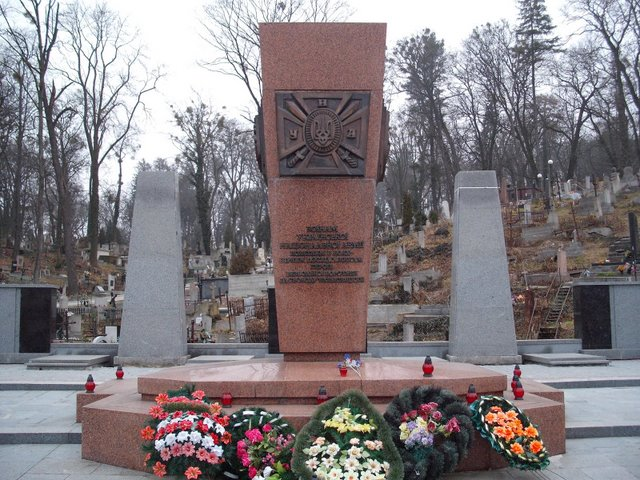
Pomnik ukraińskich esesmanów
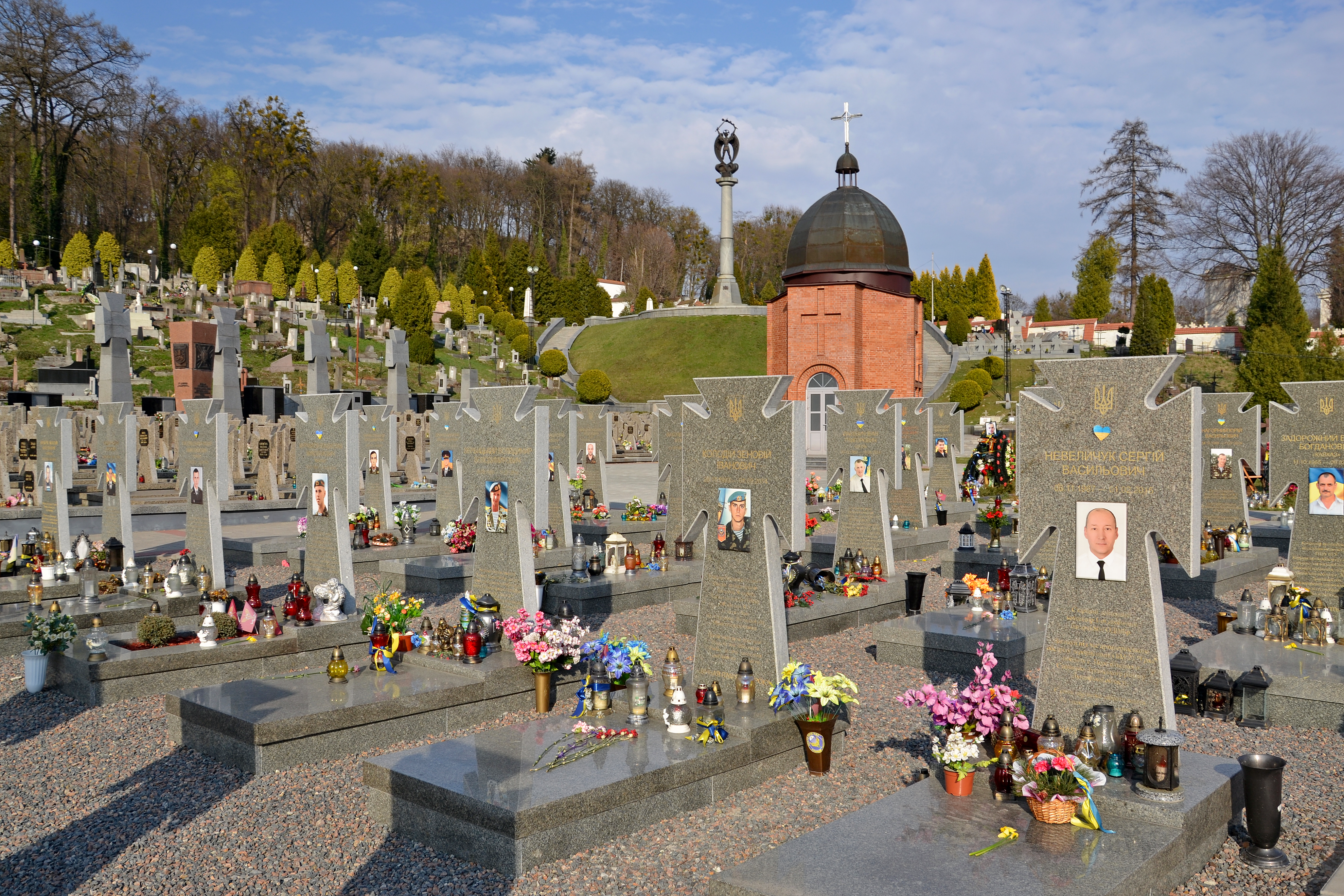
Cmentarz poległych w Donbasie